# Педро Зероло
Педро Гонзалез Зероло (Каракас, 20. јул 1960 — Мадрид, 9. јун 2015) био је шпанско-венецуелански адвокат, политичар и градски већник града Мадрида, и члан Савезног извршног комитета ПСОЕ  где је обављао функцију секретара за друштвене покрете и односе са невладиним организацијама. Такође је био повереник Fundacion IDEAS, тинк тенка Шпанске Социјалистичке партије.
Зероло је такође био један од најважнијих ЛГБТ+ активиста у шпанској историји и један од највећих промотера проширења права на брак и усвајање хомосексуалних парове. Зероло је постао геј икона међу шпанском ЛГБТ+ заједницом.

## Биографија
Зероло је рођен у Каракасу, Венецуела, у породици пореклом са острва Тенерифе, једног од Канарских острва. Његов отац, Педро Гонзалес, живео је у егзилу од тамошње франкистичке владе. Педро Гонзалез је био први градоначелник Сан Кристобал де Ла Лагуне (Тенерифи) у време демократије и такође познати сликар.
Студирао је право на Универзитету Ла Лагуна на Тенерифима, где је провео детињство и адолесценцију. Након стицања дипломе, преселио се у Мадрид, где је наставио студије, фокусирајући се на упоредно право. У исто време, сарађивао је са католичким свештеником Енрикеом де Кастром у пројекту помоћи људима из сиромашног мадридског округа Ентревијас.
Својим радом у праву и политици постао је један од најпознатијих активиста ЛГБТ+ покрета у борби за равноправност брака у Шпанији.
Зероло је 1. октобра 2005. ступио у брак са Хесусом Сантосом, својим десетогодишњим партнером. Исте године обавио је службу приликом ступања у брак политичарке Анђелеса Алварез и Терезе Хередеро, које су постале прве две лезбијке које су се венчале у Мадриду.
У 55. години, Зероло је умро од рака панкреаса 9. јуна 2015. у Мадриду.

### Професионална каријера
Педро Зероло је током своје професионалне каријере радио и као адвокат и као политичар. Године 1992. постао је правни консултант за Colectivo Gay de Madrid (Геј колектив из Мадрида, COGAM). Крајем 1993. године изабран је за председника организације. Потом је пружио правну помоћ Federación Estatal de Lesbianas, Gays, Transexuales y Bisexuales (Национална федерација лезбејки, гејева, транссексуалаца и бисексуалаца, FELGTB). Године 1998. постао је председник организације FELGTB. Реизабран је 2000. и 2002. године.
Током 2001. и 2003. године учествовао је у преговорима између опозиције и посланика владе око пет измена Шпанског грађанског законика које се односе на истополне бракове.
Године 2004. придружио се управном одбору Међународне лезбејске и геј асоцијације. Такође је 2004. поднео оставку на место председника FELGTB-а након што га је Шпанска социјалистичка радничка партија изабрала у Савезни извршни комитет као одборника града Мадрида. Био је шеф Секретаријата друштвених покрета и односа са невладиним организацијама на 36. и 37. Конгресу, до 38. сазива Конгреса 2012. године, где је изабран за новог руководиоца ПСОЕ. Током свог рада са Социјалистичком партијом био је у могућности да подржава и брани ЛГБТ+ права у Конгресу. Зероло се обратио шпанском Конгресу током дебате о грађанским партнерствима. Такође се појавио у шпанском Сенату да осуди дискриминацију геј заједнице у Шпанији.